# Żeniac
Żeniac – polska komedia obyczajowa z 1983 roku w reżyserii Janusza Kidawy. Film został nakręcony w konwencji ballady ludowej. Razem z odtwórcą głównej roli, zawodowym aktorem, wystąpili naturszczycy górale z rejonu Żywiecczyzny.
Zdjęcia powstały we wsiach Ujsoły i Złatna w Beskidzie Żywieckim.

## Opis fabuły
Staszek jest 40-letnim rolnikiem, który gospodaruje z matką na 10-hektarowej ziemi, hoduje krowy i świnie oraz wyplata kosze z wikliny. Pieniędzy mu nie brakuje, ale nie czuje się szczęśliwy. Uchodzi we wsi za wiecznego „żeniaca” – czyli starego kawalera, który chociaż zna wiele dziewczyn, nie może znaleźć żony. A ma dość duże wymagania: „do tańca i do różańca oraz powinna znaleźć się i żeby z nią było o czym pogadać”. Żadna dziewczyna na wsi nie spełnia tych wymogów. Za namową żony sąsiada odpowiada na zamieszczone w rolniczej gazecie ogłoszenie matrymonialne pewnej dwudziestoparoletniej panny Marioli. Pisze do niej list, korzystając z przedwojennego podręcznika pisania listów. Mijają jednak kolejne dni, a Mariola nie odpisuje. Sąsiadka zapoznaje go z miejscową kandydatką, świeżo owdowiałą gospodynią z gromadką dzieci. Stasiek nie wytrzymuje jednak nawet do końca spotkania. W końcu zdesperowany jedzie z kolegą Stefanem do miasta, gdzie zostaje klientem biura matrymonialnego, lecz znów przeżywa rozczarowanie. Wreszcie nadchodzi list od Marioli, a tuż po nim niespodziewaną, jednak bardzo krótką wizytę składa sama Mariola.

## Obsada
- Edward Kusztal – Staszek "żeniac"
- Janusz Paździorko – Stefan, kierowca PKS
- Zuzanna Ptak – matka Staszka
- Władysław Pustelnik – Władek, sąsiad Staszka
- Anna Miesiączek – Jadwiga
- Stanisław Sadłek – listonosz
- Stanisława Bobek – wdowa
- Maria Probosz – Mariola, kandydatka na żonę Staszka
- Ryszard Zaorski – lekarz

i inni